# Berkelium
Berkelium (chemická značka Bk) je devátým členem z řady aktinoidů, pátým transuranem, silně radioaktivní kovový prvek, připravovaný uměle ozařováním jader americia.
Berkelium se v přírodě nevyskytuje. Je to uměle připravený kovový prvek z řady transuranů.

## Fyzikálně-chemické vlastnosti
Berkelium je radioaktivní kovový prvek, který doposud nebyl izolován v dostatečně velkém množství, aby bylo možno určit všechny jeho fyzikální konstanty. Předpokládá se, že má stříbřitě bílou barvu a že se působením vzdušného kyslíku na povrchu zvolna oxiduje.
Vyzařuje α a γ záření a je proto nutno s ním manipulovat za dodržování bezpečnostních opatření pro práci s radioaktivními materiály.
O jeho sloučeninách a jejich chemickém chování je známo velmi málo.

## Historie

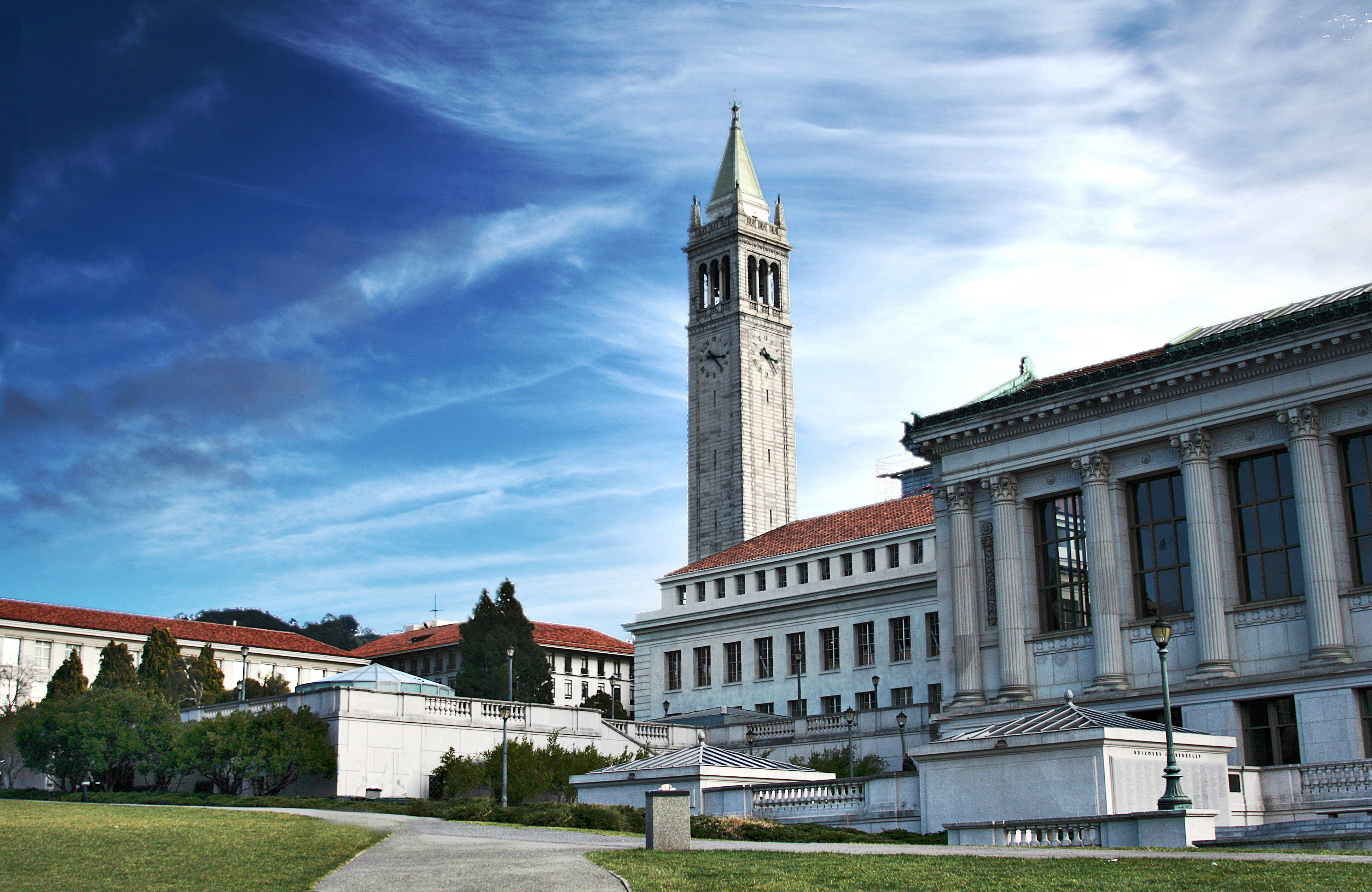
Kampus univerzity v Berkeley, Kalifornie

Berkelium bylo poprvé připraveno v prosinci roku 1949 bombardováním 241Am částicemi α v cyklotronu jaderné laboratoře Kalifornské univerzity v Berkeley. Vznikl tak izotop 243Bk s poločasem rozpadu 4,5 hodiny. Za jeho objevitele jsou označováni Glenn T. Seaborg, Stanley G. Thompson a Albert Ghiorso, kteří jej pojmenovali po místě vzniku – Berkeley.
{\displaystyle \mathrm {^{241}_{\ 95}Am\ +\ _{2}^{4}He\ \longrightarrow \ _{\ 97}^{243}Bk\ +\ 2\ _{0}^{1}n} }
Izotop s poločasem rozpadu 320 dnů – 249Bk byl poprvé připraven bombardováním izotopu curia intenzivním proudem neutronů.

## Izotopy
Je známo 19 izotopů berkelia, z nichž nejstabilnější jsou 247Bk s poločasem přeměny 1380 let, 248Bk s poločasem 9 let a 249Bk s poločasem 330 dnů.
Všechny zbývající radioaktivní izotopy mají poločas rozpadu méně než 5 hodin.
Všechny izotopy berkelia jsou radioaktivní. Podobně jako u zbývajících aktinoidů představuje největší biologické riziko schopnost berkelia akumulovat se v kostní tkáni, kde jeho radioaktivita způsobuje poruchy krvetvorby – brání vytváření červených krvinek.